# Struvite-(K)
La struvite-(K) è un minerale.